# Бруно Віана
Бруно Віана (порт. Bruno Viana, нар. 5 лютого 1995, Макае) — бразильський футболіст, центральний захисник клубу «Корітіба».

## Ігрова кар'єра
Народився 5 лютого 1995 року в місті Макае. Вихованець футбольної школи клубу «Крузейру». Дорослу футбольну кар'єру розпочав 2015 року в основній команді того ж клубу, в якій провів один сезон, взявши участь у 13 матчах бразильської Серії A.
Своєю грою за цю команду привернув увагу представників тренерського штабу клубу «Олімпіакос», до складу якого приєднався 2016 року. Допоміг команді з Пірея здобути чемпіонський титул в сезоні 2016—2017. Утім основним гравцем грецької команди не став і влітку 2018 року був відданий в оренду до португальської «Браги».
У португальському клубі добре вписався до тактичної схеми команди, і по завершенні оренди «Брага» викупила його контракт в «Олімпіакоса» за 3 мільйони євро.

## Статистика виступів

### Статистика клубних виступів
Станом на 1 серпня 2018
| Сезон             | Команда           | Чемпіонат         | Чемпіонат | Чемпіонат | Національний кубок | Національний кубок | Національний кубок | Континентальні кубки | Континентальні кубки | Континентальні кубки | Інші змагання | Інші змагання | Інші змагання | Усього | Усього | Усього |
| Сезон             | Команда           | Ліга              | Ігор      | Голів     | Ліга               | Ігор               | Голів              | Ліга                 | Ігор                 | Голів                | Ліга          | Ігор          | Голів         | Ігор   | Голів  |        |
| ----------------- | ----------------- | ----------------- | --------- | --------- | ------------------ | ------------------ | ------------------ | -------------------- | -------------------- | -------------------- | ------------- | ------------- | ------------- | ------ | ------ | ------ |
| 2016              | «Крузейру»        | A+ЛМ              | 13+2      | 0         | КБ                 | 4                  | 0                  | -                    | -                    | -                    | ПЛ            | 1             | 0             | 20     | 0      |        |
| 2016–17           | «Олімпіакос»      | СЛ                | 17        | 1         | КН                 | 3                  | 0                  | ЛЄ                   | 3                    | 0                    | -             | -             | -             | 23     | 1      |        |
| 2017–18           | «Брага»           | ПЛ                | 26        | 4         | TdP+КПЛ            | 1+3                | 0+1                | ЛЄ                   | 5                    | 0                    | -             | -             | -             | 35     | 5      |        |
| Усього за кар'єру | Усього за кар'єру | Усього за кар'єру | 58        | 5         |                    | 11                 | 1                  |                      | 8                    | 0                    |               | 1             | 0             | 78     | 6      |        |

## Титули і досягнення
- Чемпіон Греції (1):

«Олімпіакос»: 2016–2017
- Володар Кубка португальської ліги (1):

«Брага»: 2019–2020
- Чемпіон Бразилії (1):

«Фламенгу»: 2020
- Переможець Ліги Каріока (1):

«Фламенгу»: 2021
- Володар суперкубка Бразилії (1):

«Фламенгу»: 2021